# Vestmannsvatn
Der Vestmannsvatn ist ein See in der Region Norðurland eystra im Norden Islands in der Gemeinde Þingeyjarsveit.

## Geografie
Der etwa 2,5 km² große und 10 m tiefe Vestmannsvatn liegt nördlich des Ortes Laugar im Reykjadalur. Die Reykjadalsá mündet von Süden in den See, der über seinen Abfluss Eyvindarlækur mit den beiden kleineren Seen Sýrnesvatn und Mýlaugsstaðavatn und schließlich mit der Laxá verbunden ist. Östlich der beiden Seen befindet sich der See Múlavatn.
Nordöstlich des Vestmannsvatn befindet sich Grenjaðarstaður, östlich die Hochebene Múlaheiði, weiter westlich fließt der Skjálfandafljót. In der Nähe des Westufers liegen kleinere Seen, darunter Hólkotstjörn und Koppatjörn. Im See selbst liegen mehrere kleinere Inseln.

## Nutzung
Der See wird zum Angeln genutzt. Man findet dort unter anderem Bachforellen und Saiblinge.

## Verkehr
Westlich des Sees verläuft der Aðaldalsvegur, die Straße 845.